# Кечеджиян, Эдуард Макарович
Эдуард Макарович Кечеджиян (род. 20 сентября 1949, Ленинакан, Ростовская область) — российский кинооператор.

## Биография
Работал осветителем в театре (1968—1969), кинооператором Ростовской кинолаборатории (1969—1983), кинооператором «Дон-ТР» (1983—2002). С 2002 — кинооператор студии «Кино». Член Союза кинематографистов России. С 2008 г.работает кинооператором на киностудии «СТ-ВИДЕО».

## Избранная фильмография
- 1998 — «Раздетые» (К.Серебренников)
- 1998 — «Куба далеко» (реж. В. Ветров)
- 1998 — «Родина» (реж. А. Расторгуев)[1]
- 1999 — «Ласточка» (К. Серебренников)
- 2000 — «Век мой» (А. Расторгуев)
- 2000 — «Твой род» (А. Расторгуев)
- 2001 — «Ростов-Папа» (К. Серебренников)
- 2003 — «Чистый четверг» (А. Расторгуев)
- 2006 — «Дикий, дикий пляж. Жар нежных» (в соавторстве с П. Костомаровым; реж. А. Расторгуев, премия Лавровая ветвь за операторскую работу)
- 2010 — «Русский век барона Фальц-Фейна» (реж. Руслан Кечеджиян)

## Признание
ТЭФИ-2000 и другие российские премии.

## Семья
Кечеджиян, Руслан Эдуардович (1977) — сын, российский кинорежиссер, сценарист, кинооператор.